# 納賽爾丁沙阿

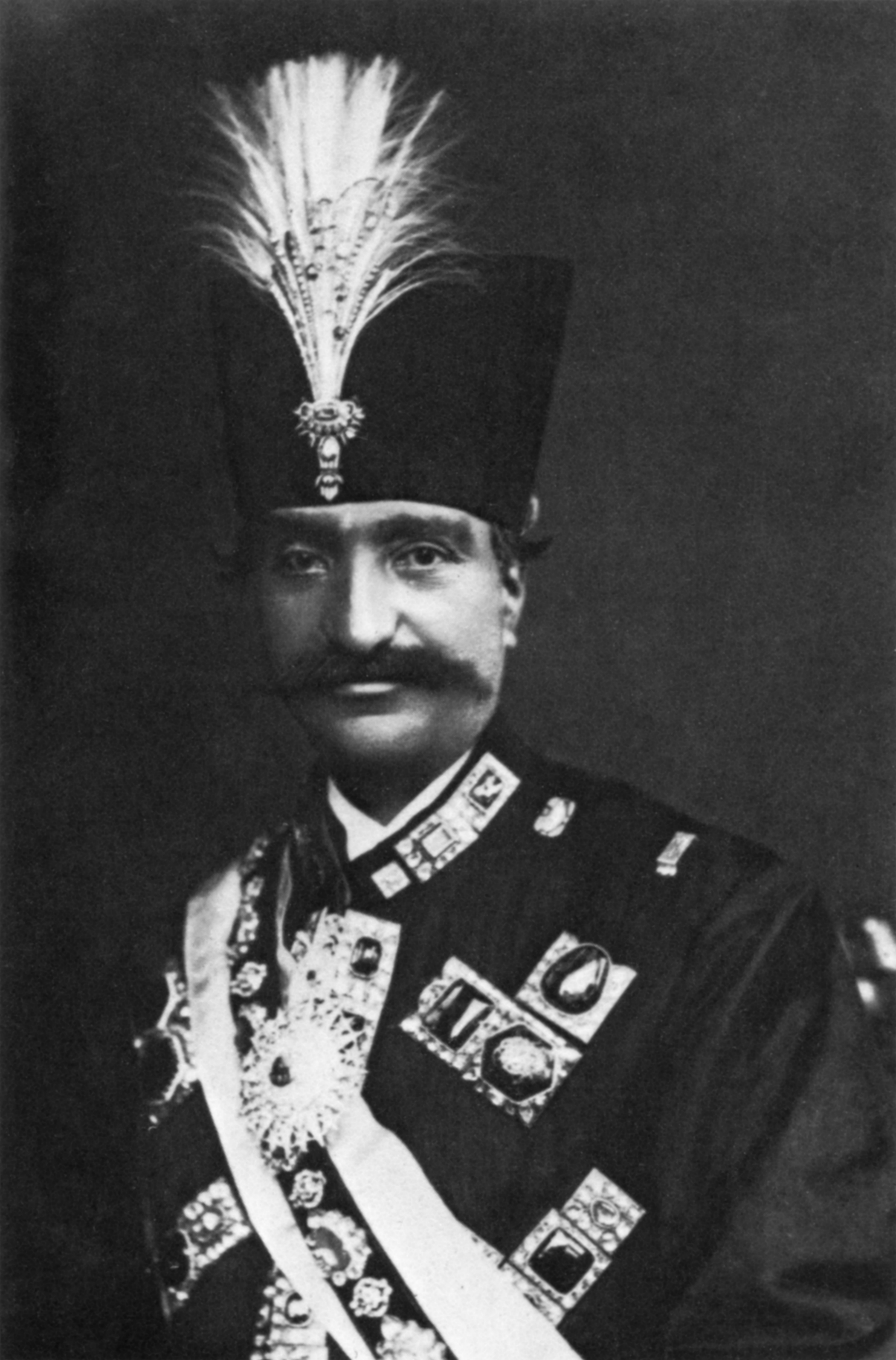
伊朗沙阿纳赛尔丁·沙·卡扎尔

纳赛尔丁·沙·卡扎尔（波斯語：ناصرالدین‌شاه قاجار；1831年7月16日—1896年5月1日）是伊朗卡扎尔王朝的第四任君主（沙阿）。他為穆罕默德·沙和玛利克·贾汉·卡侬的兒子，其在任时间长达49年，是整个伊朗历史上在位第三长的君主，仅次于萨珊王朝的沙普尔二世和萨非王朝的塔赫玛斯普一世。
在位期间，卡扎尔王朝中央政府腐败又过于羸弱，实际权力多集中于乌理玛和地方酋长和长老手中。纳赛尔丁·沙曾试图效仿奥斯曼帝国和穆罕默德·阿里王朝埃及推行西化改革，扩编中央政府的常备军，组建由俄国军官指挥的哥萨克骑兵旅，并创办了伊朗的第一座西式大学达拉弗农理工学校。但其力度不够强大，改革最终无果而终，卡扎尔王朝伊朗最终也沦为了英俄帝国大博弈中的棋子。
为阻挡英俄帝国主义势力侵蚀伊朗，同时也为维持其国库，纳赛尔丁·沙被迫与英俄政府和资本家签署了一系列特惠条例，伊朗成为了与奥斯曼帝国和埃及一般的债务国。纳赛尔丁·沙逐渐丧失民心，在1891年烟草抗议中颜面尽失，于1896年被暗杀。